# Naplovac Mali
Naplovac Mali je majhen nenaseljen otoček v Jadranskem morju. Pripada Hrvaški. Nahaja se ob severni obali otoka Korčule, pred vzhodnim delom vasi Prigradica, približno 420 m od obale.
Površina otočka je 3028 m² in se dviga do 3 m od morja.